# František Čermák (Maler)

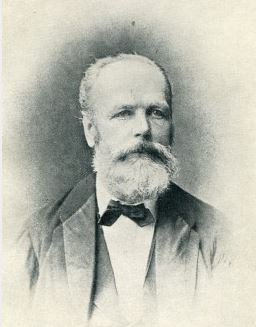
František Cermak

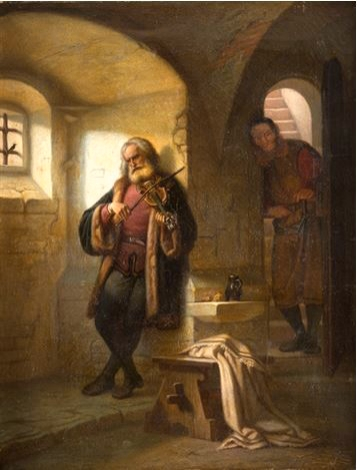
Dalibor in the Dungeon

František Čermák (* 5. September 1822 in Prag; † 4. Mai 1884 ebenda) war ein tschechischer Maler und Hochschullehrer an der Akademie der Bildenden Künste Prag. Er ist bekannt für seine historisierende Genremalerei.

## Leben
Von 1837 bis 1842 studierte er bei Christian Ruben und František Tkadlík an der Akademie der Bildenden Künste Prag. Danach folgten Studienreisen nach Deutschland, Italien, Dalmatien, Frankreich und Belgien. Dann verbrachte er ein Jahr bei Gustaf Wappers in Antwerpen und studierte Aktzeichnen. Anschließend fand er eine Anstellung bei Thomas Couture in Paris.
Seit 1878 unterrichtete er an der Akademie in Prag bis zu seinem Tod, davon 1881–1882 als Rektor. Er war auch Mitglied der Künstlervereinigung Umělecká beseda.
Zu seinen Schülern zählen Soběslav Pinkas, Augustin Vlček, Karel Vítězslav Mašek, František Dvořák, Luděk Marold und Vojtěch Bartoněk.

## Nachweise
1. ↑  An overview of the Instructors (1990). Archiviert vom Original am 15. Oktober 2019; abgerufen am 16. Oktober 2019.

## Weiterführende Literatur
- Blažíčková-Horová Naděžda, České malířství 19. století. Exhibition catalog, Nationalgalerie Prag, 1998, ISBN 80-7035-138-1.
- Kotalík Jiří: Umělecká beseda: K 125. výročí založení, Svaz československých výtvarných umělců. Praha 1988
- Toman Prokop Hugo: Nový slovník československých výtvarných umělců. Vol. I: A–K. Výtvarné centrum Chagall, Ostrava 1993, ISBN 80-900648-4-1.